# Episodi di The Listener (quarta stagione)
La quarta stagione della serie televisiva The Listener, composta da 13 episodi, è stata trasmessa in prima visione assoluta in Canada da CTV dal 29 maggio al 28 agosto 2013.
In Italia la stagione è stata trasmessa in prima visione sul canale satellitare Fox dal 24 settembre al 12 novembre 2013.
| nº | Titolo originale            | Titolo italiano      | Prima TV Canada | Prima TV Italia   |
| -- | --------------------------- | -------------------- | --------------- | ----------------- |
| 1  | Blast from the Past         | Tuffo nel passato    | 29 maggio 2013  | 24 settembre 2013 |
| 2  | The Blue Line               | La linea blu         | 5 giugno 2013   | 24 settembre 2013 |
| 3  | Early Checkout              | Partenza anticipata  | 12 giugno 2013  | 1º ottobre 2013   |
| 4  | Cold Storage                | Gioco pericoloso     | 19 giugno 2013  | 1º ottobre 2013   |
| 5  | Buckle Up                   | Infiltrato           | 26 giugno 2013  | 8 ottobre 2013    |
| 6  | Witness for the Prosecution | Il sicario           | 10 luglio 2013  | 8 ottobre 2013    |
| 7  | Caged In                    | Incastrato           | 17 luglio 2013  | 15 ottobre 2013   |
| 8  | The Illustrated Woman       | Doppia identità      | 24 luglio 2013  | 15 ottobre 2013   |
| 9  | Love's a Bitch              | Tradimenti           | 31 luglio 2013  | 22 ottobre 2013   |
| 10 | The Long Con                | L'arte dell'inganno  | 7 agosto 2013   | 22 ottobre 2013   |
| 11 | House of Horror             | La casa degli orrori | 14 agosto 2013  | 29 ottobre 2013   |
| 12 | False I.D.                  | Documenti falsi      | 21 agosto 2013  | 5 novembre 2013   |
| 13 | Fatal Vision                | Visione fatale       | 28 agosto 2013  | 12 novembre 2013  |